# アカキクラゲ綱
アカキクラゲ綱 (Dacrymycetes) は担子菌の綱の一つ。膠質菌である。無孔のパレンテソームと通常は枝分かれした担子器を持つ。9属、101種からなる。